# Fischeria bicolor
Fischeria bicolor là một loài ruồi trong họ Tachinidae.